# شيلا ريان
شيلا ريان (بالإنجليزية: Sheila Ryan) هي ممثلة أمريكية، ولدت في 8 يونيو 1921 في الولايات المتحدة، وتوفيت بنفس المكان في 4 نوفمبر 1975.

## وصلات خارجية
- شيلا ريان على موقع IMDb (الإنجليزية)
- شيلا ريان على موقع روتن توميتوز (الإنجليزية)
- شيلا ريان على موقع ألو سيني (الفرنسية)
- شيلا ريان على موقع أول موفي (الإنجليزية)
- شيلا ريان على موقع قاعدة بيانات الأفلام السويدية (السويدية)
- شيلا ريان على موقع قاعدة بيانات الفيلم (الإنجليزية)
- شيلا ريان على موقع كينوبويسك (الروسية)